# Ozyptila kaszabi
Ozyptila kaszabi es una especie de araña cangrejo del género Ozyptila, familia Thomisidae.

## Distribución
Esta especie se encuentra en Mongolia y China.